# 83 Leonis
83 Leonis – gwiazda podwójna położona w gwiazdozbiorze Lwa. Układ ten tworzą gwiazdy: 83 Leonis A (HD 99491) oraz 83 Leonis B (HD 99492), wokół której krąży planeta pozasłoneczna.

## Struktura układu
Pierwsza gwiazda, oznaczona A, jest zaliczana do podolbrzymów. Jej wielkość gwiazdowa wynosi około 6m. Jak dotąd nie odkryto wokół niej żadnych planet.
Druga gwiazda, oznaczona B, jest pomarańczowym karłem, mniejszym i chłodniejszym od Słońca. W 2004 roku odkryto krążącą wokół niej planetę 83 Leonis b. W 2010 roku ogłoszono odkrycie drugiej planety, 83 Leonis c, jednak nowsze analizy świadczą, że przypisywany jej sygnał pochodzi od trzynastoletniego cyklu aktywności gwiazdy i przeczą istnieniu tej planety.